# Área metropolitana de Goldsboro
El área metropolitana de Goldsboro (oficialmente, Goldsboro Metropolitan Statistical Area) es un área metropolitana centrada en la ciudad homónima, que solo abarca el condado de Wayne, situado en el estado de Carolina del Norte, Estados Unidos. Tiene una población estimada, a mediados de 2022, de 117 286 habitantes.

## Comunidades del área metropolitana
- Goldsboro (ciudad principal o núcleo)
- Brogden
- Dudley
- Elroy
- Eureka
- Fremont
- Mar-Mac
- Mount Olive
- Pikeville
- Seven Springs
- Walnut Creek